# Championnat de Suisse de hockey sur glace 1951-1952
Saison précédente Saison suivante
La saison 1951-1952 est la 43e saison du championnat de Suisse de hockey sur glace.

## Ligue nationale A

### Première phase

#### Groupe 1
| Clt   | Équipe                  | PJ | V | D | N | BP | BC | Diff | Pts |
| ----- | ----------------------- | -- | - | - | - | -- | -- | ---- | --- |
| +001, | HC Arosa (T)            | 6  | 6 | 0 | 0 | 36 | 18 | +18  | 12  |
| +002, | Zürcher SC              | 6  | 2 | 3 | 1 | 14 | 25 | -11  | 5   |
| +003, | HC Davos                | 6  | 1 | 3 | 2 | 29 | 27 | +2   | 4   |
| +004, | Grasshopper Club Zurich | 6  | 0 | 3 | 3 | 20 | 29 | -9   | 3   |

- En gras : qualifié pour la poule finale
- En italique : en tour de relégation

#### Groupe 2
| Clt   | Équipe             | PJ | V | D | N | BP | BC | Diff | Pts |
| ----- | ------------------ | -- | - | - | - | -- | -- | ---- | --- |
| +001, | HC Bâle-Rotweiss   | 6  | 5 | 1 | 0 | 24 | 16 | +8   | 10  |
| +002, | Young Sprinters HC | 6  | 3 | 0 | 3 | 21 | 19 | +2   | 6   |
| +003, | CP Berne           | 6  | 2 | 4 | 0 | 16 | 19 | -3   | 4   |
| +004, | Lausanne HC        | 6  | 2 | 4 | 0 | 17 | 24 | -7   | 4   |

- En gras : qualifié pour la poule finale
- En italique : en tour de relégation

### Poule finale
| Clt   | Équipe             | PJ | V | D | N | BP | BC | Diff | Pts |
| ----- | ------------------ | -- | - | - | - | -- | -- | ---- | --- |
| +001, | HC Arosa (T)       | 6  | 6 | 0 | 0 | 37 | 6  | +31  | 12  |
| +002, | HC Bâle-Rotweiss   | 6  | 3 | 3 | 0 | 24 | 19 | +5   | 6   |
| +003, | Zürcher SC         | 6  | 2 | 3 | 1 | 20 | 26 | -6   | 5   |
| +004, | Young Sprinters HC | 6  | 0 | 5 | 1 | 12 | 42 | -30  | 1   |

- En gras : champion de Suisse

Arosa remporte le 2e titre de son histoire, le 2e consécutivement.

### Tour de relégation
| Clt   | Équipe                  | PJ | V | D | N | BP | BC | Diff | Pts |
| ----- | ----------------------- | -- | - | - | - | -- | -- | ---- | --- |
| +001, | CP Berne                | 6  | 4 | 2 | 0 | 30 | 26 | +4   | 8   |
| +002, | Grasshopper Club Zurich | 6  | 2 | 2 | 2 | 28 | 25 | +3   | 6   |
| +003, | Lausanne HC             | 6  | 2 | 2 | 2 | 20 | 21 | -1   | 6   |
| +004, | HC Davos                | 6  | 0 | 2 | 4 | 23 | 29 | -6   | 4   |

- En italique : en barrage de promotion/relégation LNA/LNB

### Barrage de promotion-relégation LNA/LNB
HC Davos - HC La Chaux-de-Fonds 13-3
Davos se maintient en LNA et La Chaux-de-Fonds reste en LNB.

## Ligue nationale B

### Premier tour

#### Groupe III
| Clt   | Équipe                   | PJ | V | D | N | BP | BC | Diff | Pts |
| ----- | ------------------------ | -- | - | - | - | -- | -- | ---- | --- |
| +001, | HC La Chaux-de-Fonds (T) | 6  | 6 | 0 | 0 | 52 | 14 | +38  | 12  |
| +002, | Gstaad                   | 6  | 4 | 2 | 0 | 28 | 29 | -1   | 8   |
| +003, | HC Viège                 | 6  | 2 | 4 | 0 | 16 | 28 | -12  | 4   |
| +004, | EHC Rot-Blau Bern (de)   | 6  | 0 | 6 | 0 | 13 | 38 | -25  | 0   |

- En gras : qualifié pour la poule finale

### Poule finale
- HC Ambrì-Piotta - HC La Chaux-de-Fonds 1-2
- HC La Chaux-de-Fonds - HC Saint-Moritz 7-4
- HC Saint-Moritz - HC Ambrì-Piotta 5-0

| Clt   | Équipe                   | PJ | V | D | N | BP | BC | Diff | Pts |
| ----- | ------------------------ | -- | - | - | - | -- | -- | ---- | --- |
| +001, | HC La Chaux-de-Fonds (T) | 2  | 2 | 0 | 0 | 9  | 5  | +4   | 4   |
| +002, | HC Saint-Moritz          | 2  | 1 | 1 | 0 | 9  | 7  | +2   | 2   |
| +003, | HC Ambrì-Piotta          | 2  | 0 | 2 | 0 | 1  | 7  | -6   | 0   |

- En gras : qualifié pour le barrage de promotion/relégation LNA/LNB